# Nikah urfi
Le Nikah urfi est un mariage musulman qui a pour condition, entre autres, plusieurs témoins et un contrat. Ce mariage est pratiqué en Égypte.